# 人生案内
「人生案内」（じんせいあんない）は、読売新聞朝刊生活面で連載中の人生相談の記事である。

## 概要
大正3年（1914年）開始の、「身の上相談」にその起源を持つ、読売新聞の名物記事の一つである。
読者が日々の生活の中における悩み事について相談、それらに各界著名人が答えるという形式。但し純粋な法律相談や健康相談は不可であるが、遺産相続や精神的不安についての相談など、専門的知識を要するものには弁護士やカウンセラーなどの専門家が回答することもある。
趣旨の変わらない範囲で担当記者が規定の行数に整理・添削して掲載する場合がある。
2015年6月には人生案内100周年を記念して、過去の珍相談・名回答をまとめた単行本『きょうも誰かが悩んでる -「人生案内」100年分』を出版した。

## 相談内容
長期連載だけに、相談の内容や相談者も時世を写して大きく変化している（ちなみに、開始当初の大正時代の書籍を収録した本も発売されている）。
そんな中、絶えないのは「恋愛」についての悩みであり、開始当初から多く掲載されている。他にも家族、対人関係、進路、病気、心理など多種多様な相談が寄せられ、その中身も微笑ましい他愛のないものから、明らかに警察に通報すべき深刻なものまで様々である。相談者も非常に幅広く、下は十代の若者から、上は老人までとほぼ全ての年齢層に渡っている。
回答者はそれぞれの知識、人生経験に従い親身なアドバイスを送るが、その悩みによっては（明らかに相談者の側に非があるような内容も少なくない）、逆に厳しい言葉を相談者に向けることもある。また法律、健康に関する相談については、「近くの法律相談所（病院）に行くことをおすすめします」といった文章が末尾に来ることが多い。

## 主な回答者
- いしいしんじ
- 上野千鶴子
- 海原純子[4]
- 大野裕
- 大日向雅美[5]
- 大森一樹[6]
- 小川仁志
- 尾木直樹
- 落合恵子[7]
- 最相葉月[8]
- 里中満智子
- 重松清
- 瀬戸内寂聴
- 高橋秀実
- 立松和平
- 出口治明
- 出久根達郎[9]
- 土肥幸代
- 野村総一郎[10]
- パトリック・ハーラン
- 樋口恵子
- 久田恵[11]
- 藤原智美
- 藤原正彦[12]
- 増田明美[13]
- 眉村卓
- 山口恵以子

## 応募方法
- 郵便番号100-8055　読売新聞東京本社生活部「人生案内」係
- プライバシー保護の観点から紙上での氏名掲載は匿名（例：「○×県・Y子」）だが住所・氏名・年齢・職業（学校名・学年）・電話番号は必ず書くこと。
- 人生案内欄のQRコードを読み取ってすぐに投稿することもできる。
- メールによる投稿はjinsei@yomiuri.com
- 法律問題や病気の相談は受け付けない。

## その他読売新聞の読者参加企画
- 「気流」
- 「よみうり時事川柳」
- 「USO放送」
- 「ほがらか天国」（夕刊　大阪本社版の限定記事）
- 「放送塔」
- 「こどもの詩」